# La battaglia di Benevento
La battaglia di Benevento è un romanzo storico di Francesco Domenico Guerrazzi edito per la prima volta nel 1827.

## Trama
Narra della spedizione di Carlo d'Angiò contro Manfredi di Svevia e al suo interno si elogia il patriottismo.